# Дитики-Лезвос
Дитики-Лезвос (греч. Δήμος Δυτικής Λέσβου — «Западный Лесбос») — община (дим) в Греции на острове Лесбосе в Эгейском море. Входит в периферийную единицу Лесбос в периферии Северных Эгейских островах. Население 28 564 жителей по переписи 2011 года. Площадь 1068,299 квадратного километра. Плотность 26,74 человека на квадратный километр. Административный центр — город Калони. Димархом на местных выборах 2019 года избран Таксьярхис Верос (Ταξιάρχης Βέρρος).
Община создана 9 марта 2019 года (ΦΕΚ 43Α).
Община (дим) Дитики-Лезвос делится на 7 общинных единиц.

## Достопримечательности
- Часовня Панагия Горгона (Богородицы Русалки) в рыбацкой деревне Скала-Сикамия с изображением Богородицы в образе морской девы[4].